# عباس کاظمیان
عباس کاظمیان یکی از بازیکنان فوتبال ایران است. این بازیکن در طول در دوران حضورش، در تیم‌های مختلفی منجمله پاس همدان مشارکت داشته‌است.